# Khởi nghĩa Hương Khê

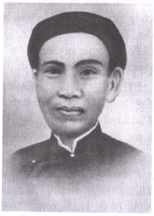
Phan Đình Phùng, thủ lĩnh Khởi nghĩa Hương Khê.

Khởi nghĩa Hương Khê (1885 - 1896) là đỉnh cao của phong trào Cần vương, và thất bại của công cuộc này cũng đã đánh dấu sự kết thúc sứ mạng lãnh đạo 10 năm chống thực dân Pháp của tầng lớp sĩ phu phong kiến Việt Nam.
Lãnh đạo chính của khởi nghĩa là Đình nguyên tiến sĩ Phan Đình Phùng (1847 - 1895), và một cộng sự đắc lực của ông là tướng Cao Thắng (1864 - 1893).

## Giới thiệu sơ lược

### Tập hợp lực lượng
Sau khi vua Hàm Nghi ban chiếu Cần Vương (tháng 7 năm 1885), ở Hà Tĩnh và Nghệ An đã bùng nổ nhiều phong trào đấu tranh vũ trang. Cuộc khởi nghĩa đầu tiên là của Lê Ninh ở Trung Lễ (Đức Trung, Đức Thọ), sau đó lần lượt là: 
- Khởi nghĩa của Cao Thắng, Cao Nữu ở Hàm Lại, Sơn Lễ (Hương Sơn, Hà Tĩnh).
- Khởi nghĩa của Nguyễn Trạch và Nguyễn Chanh ở Can Lộc (Hà Tĩnh).
- Khởi nghĩa của Ngô Quảng[2] và Hà Văn Mỹ ở Nghi Xuân (Hà Tĩnh).
- Khởi nghĩa của Nguyễn Hữu Thuận ở Thạch Hà (Hà Tĩnh).
- Khởi nghĩa của Nguyễn Xuân Ôn và Lê Doãn Nhạ ở Nghệ An, v.v...

Trên cơ sở các cuộc khởi nghĩa đó, sau khi được vua Hàm Nghi và đại tướng Tôn Thất Thuyết giao trọng trách tổ chức phong trào kháng Pháp ở Hà Tĩnh (tháng 10 năm 1885), Phan Đình Phùng đã tiến hành tập hợp, phát triển thành một phong trào có quy mô rộng lớn, dưới sự chỉ đạo thống nhất là ông.

### Địa bàn hoạt động
Địa bàn hoạt động của nghĩa quân bao gồm bốn tỉnh: Thanh Hóa, Nghệ An, Hà Tĩnh, Quảng Bình; với địa bàn chính là Hương Khê (Hà Tĩnh), tồn tại suốt 10 năm liên tục.
Ở bốn tỉnh này, Phan Đình Phùng đã chia địa bàn thành 15 quân thứ, đồng thời dựa vào địa thế rừng núi hiểm yếu, ông cho xây dựng lực lượng và cơ sở chiến đấu chính nằm ở hai huyện Hương Sơn và Hương Khê (Hà Tĩnh). 
Theo sử liệu thì Phan Đình Phùng đã cho xây dựng bốn căn cứ lớn, đó là:
- Căn cứ Cồn Chùa ở xã Sơn Lâm (Hương Sơn, Hà Tĩnh), án ngữ đường sang Nghệ An. Đây là nơi dự trữ lương thực và rèn đúc vũ khí.
- Căn cứ Thượng Bồng-Hạ Bồng ở tây nam Đức Thọ (Hà Tĩnh) dựa vào địa thế của sông Ngàn Sâu và Ngàn Trươi. Ngoài ra, Phan Đình Phùng còn cho lập nơi đây hệ thống hào lũy, đồn trại, kho lương, bãi tập,...Đây là một căn cứ lớn trong buổi đầu kháng chiến của nghĩa quân Hương Khê.
- Căn cứ Trùng Khê-Trí Khê nằm ở hai xã Hương Ninh - Hương Thọ thuộc huyện Hương Khê. Đây là căn cứ dự bị, có đường sang Lào, phòng khi bị quân Pháp bao vây.
- Căn cứ Vụ Quang ở phía tây Hương Khê. Nơi đây có địa hình hiểm trở, tựa lưng vào dãy Trường Sơn. Từ đây, nghĩa quân có thể theo đường núi vào Quảng Bình, Quảng Trị, ra Nghệ An, Thanh Hóa hay theo đường sông đi xuống các vùng đồng bằng hoặc khi cần thiết có thể lánh sang Lào.

### Tổ chức
Theo giúp Phan Đình Phùng, có các trí thức như tiến sĩ Phan Trọng Mưu, cử nhân Phan Quảng Cư, Ấm Ninh (Lê Ninh),...và rất nhiều chỉ huy xuất thân từ nhân dân lao động nghèo khổ như Cao Thắng, Nguyễn Chanh, Nguyễn Trạch, Lê Văn Tạc, Phan Đình Can, Phan Đình Phong, Nguyễn Mục, Phan Bá Niên,...
Về tổ chức lực lượng, nghĩa quân được chia thành 15 quân thứ: Hà Tĩnh có 10, Nghệ An có 2, Quảng Bình có 2, và Thanh Hóa có 1. Các quân thứ được xây dựng trên các cơ sở đơn vị hành chính, thường là huyện, có khi là xã, và lấy tên nơi đó để gọi. Liệt kê ra như sau: 
1. Khê thứ ở huyện Hương Khê (Hà Tĩnh), chỉ huy là Nguyễn Thoại.
2. Can thứ ở huyện Can Lộc (Hà Tĩnh), chỉ huy là Nguyễn Chanh và Nguyễn Trạch.
3. Lai thứ ở tổng Lai Thạch thuộc Can Lộc (Hà Tĩnh), chỉ huy là Phan Đình Nghinh.
4. Hương thứ ở huyện Hương Sơn (Hà Tĩnh), chỉ huy là Nguyễn Huy Giao.
5. Nghi thứ ở huyện Nghi Xuân (Hà Tĩnh), chỉ huy là Ngô Quảng và Hà Văn Mỹ.
6. Cẩm thứ ở huyện Cẩm Xuyên (Hà Tĩnh), chỉ huy là Hoàng Bá Xuyên.
7. Thạch thứ ở huyện Thạch Hà (Hà Tĩnh), chỉ huy là Võ Phát.
8. Diệm thứ ở làng Tình Diệm thuộc huyện Hương Sơn (Hà Tĩnh), chỉ huy là Cao Đạt.
9. Lễ Thứ ở làng Trung Lễ, thuộc huyện Đức Thọ (Hà Tĩnh), chỉ huy là Nguyễn Cấp.
10. Kỳ thứ ở huyện Kỳ Anh (Hà Tĩnh), chỉ huy là Võ Phát.
11. Anh thứ ở huyện Anh Sơn (Nghệ An), chỉ huy là Nguyễn Mậu.
12. Diễn thứ ở huyện Diễn Châu (Nghệ An), chỉ huy là Lê Trọng Vinh.
13. Thanh thứ ở Thanh Hóa, chỉ huy là Cầm Bá Thước.
14. Bình thứ ở Quảng Bình, chỉ huy là Nguyễn Thụ.
15. Lệ thứ ở huyện Lệ Thủy (Quảng Bình), chỉ huy là Nguyễn Bí.

Mỗi quân thứ có từ 100 đến 500 quân, đứng đầu là người có năng lực và uy tín. Nghĩa quân có phục trang cùng một kiểu giống nhau.
Vũ khí của nghĩa quân, ngoài những thứ thông thường, họ còn có khoảng 500 trăm khẩu súng tự chế (kiểu súng Pháp năm 1874) và rất nhiều súng hỏa mai.
Phần lương thực và của cải chủ yếu là nhờ nhân dân đóng góp.

### Cách chiến đấu
Nghĩa quân Hương Khê dựa vào địa thế núi rừng hiểm trở với hệ thống công sự chằng chịt để tiến hành chiến tranh du kích. Nghĩa quân luôn phân tán hoạt động, đánh quân Pháp bằng nhiều hình thức, như: công đồn, chặn đường tiếp tế, dùng cạm bẫy, và dụ đối phương ra ngoài đồn để diệt họ...

## Diễn biến
Khởi nghĩa Hương Khê có thể chia làm hai giai đoạn chính:

### Ban đầu (1885-1888)
Đây là giai đoạn chuẩn bị, xây dựng lực lượng và cơ sở chiến đấu. Sau một vài trận tập kích và chống càn không hiệu quả, Phan Đình Phùng cho quân rút về làng Phùng Công (Hương Sơn), rồi lại rút lên rừng núi đánh du kích.
Đầu năm 1887, thấy thực lực nghĩa quân Hương Khê quá suy yếu, Phan Đình Phùng giao quyền chỉ huy cho Cao Thắng để ra Bắc đến các tỉnh Sơn Tây, Hải Dương, Bắc Ninh,...tìm sự hỗ trợ và kết nạp quân đội.
Ở lại Hà Tĩnh, Cao Thắng cùng các chỉ huy khác như Cao Nữu, Cao Đạt, Nguyễn Niên,...đem quân đến làng Lê Động (Hương Sơn) để tổ chức lại lực lượng, luyện quân, xây dựng hệ thống đồn lũy, rèn đúc vũ khí,...

### Về sau (1889-1896)
Cuối tháng 9 năm 1889, Phan Đình Phùng từ Bắc Kỳ trở về Hà Tĩnh. Nhờ Cao Thắng và các chỉ huy khác, mà lực lượng lúc này đã có khoảng ngàn lính và 500 khẩu súng tốt. Nhận thấy trong công tác chuẩn bị, mọi mặt đều đã khá, Phan Đình Phùng bèn cho mở rộng địa bàn hoạt động ra khắp bốn tỉnh là Thanh Hóa, Nghệ An, Hà Tĩnh và Quảng Bình; làm cản trở con đường đi lại Bắc-Nam và công cuộc thôn tính nước Việt của quân Pháp.
Đối phó lại, thực dân Pháp cho bố trí nhiều đồn lẻ ở các nơi để phong tỏa từng khu vực và kiềm chế hoạt động của nghĩa quân. Riêng ở Hương Khê, đối phương đã cho lập tới 20 đồn, mỗi đồn có khoảng 30 lính đóng giữ .
Trong những năm từ 1889 đến 1892, nghĩa quân bốn tỉnh trên đã phối hợp và hoạt động mạnh trên một vùng rộng lớn bao gồm Diễn Châu, Yên Thành, Thanh Chương, Nghi Lộc,...để đánh trả và quấy rối quân Pháp. Theo sách Việt sử tân biên, thì nghĩa quân đã tổ chức được 28 trận lớn nhỏ trong giai đoạn này, để tập kích và chống càn quét, như là:
- Trận chống càn ở Cồn Chùa và Khe Đen do Đề Niên (Phan Bá Niên) chỉ huy vào ngày 1 tháng 9 năm 1889.

- Trận tấn công đồn Dương Liễu vào ngày 15 và 16 tháng 12 năm 1889.

- Trận tấn công huyện lỵ Hương Sơn vào cuối tháng 12 năm 1889.

- Trận chống càn ở La Sơn và Thường Sơn do Đề Thăng và Phan Trọng Mưu chỉ huy vào tháng 3 năm 1890.

- Trận phục kích đánh chặn quân Pháp tại làng Hốt (Phú Lộc, Can Lộc) do Đốc Chanh (Nguyễn Chanh) và Đốc Trạch (Nguyễn Trạch) chỉ huy vào tháng 4 năm 1890.

- Trận Trường Lưu (Can Lộc) vào đêm 26 rạng 27 tháng 5 năm 1890. Đến đêm 31 tháng này, đồn Trường Lưu còn bị nghĩa quân đánh lần nữa, rồi tiếp theo là đánh đồn Hương Sơn, v.v...

Sau nhiều trận thua đau, kể từ đầu năm 1892 trở đi, thực dân Pháp cho mở nhiều cuộc càn quét, trong số ấy đáng kể là trận càn lớn vào khu Hói Trùng và Ngàn Sâu, là căn cứ của Cao Thắng, vào đầu tháng 8 năm 1892.
Để đối phó với quân Pháp, Phan Đình Phùng bố trí một lực lượng chống trả tại chỗ, một nhóm khác đi hoạt động ở phía sau lưng đối phương, buộc họ phải rút về vì sợ bị đánh tập hậu. Trong khoảng thời gian này, đã xảy ra nhiều trận giao tranh, đáng kể là trận:
- Ngày 7 tháng 3 năm 1892, nghĩa quân Hương Khê tiến đánh đồn Trung Lễ. Sau đó, Bá hộ Thuận (Nguyễn Hữu Thuận) còn tiến đánh huyện Thạch Hà, bắt được viên tri huyện. Còn Cao Thắng thì cho quân giả làm lính khố xanh bắt sống được Tuần phủ Đinh Nho Quang.

- Đêm 23 tháng 8 năm 1892, nghĩa quân Hương Khê do Bá hộ Thuận (Nguyễn Hữu Thuận) chỉ huy đã táo bạo tập kích vào tỉnh lỵ Hà Tĩnh, phá được nhà lao và giải phóng hơn 70 nghĩa quân bị cầm tù.

Thấy nghĩa quân Hương Khê ngày càng lớn mạnh, quân Pháp một mặt tăng cường càn quét, thu hẹp phạm vi hoạt động của quân, mặt khác tìm cách cắt đứt liên lạc giữa các quân thứ, và giữa nghĩa quân với nhân dân.
Để phá thế bị bao vây và mở rộng địa bàn hoạt động, được Phan Đình Phùng đồng ý, tháng 11 năm 1893, Cao Thắng đưa khoảng một ngàn quân từ Ngàn Trươi mở trận tấn công lớn vào tỉnh lỵ Nghệ An. Trên đường hành quân, nhiều đồn trại đối phương bị phá bỏ. Nhưng trận tấn công đồn Nu ở Thanh Chương (một huyện miền núi nằm ở phía tây nam thuộc tỉnh Nghệ An), Cao Thắng bị thương nặng rồi hy sinh lúc 29 tuổi, gây tổn thất lớn cho nghĩa quân Hương Khê.
Lợi dụng cơ hội nghĩa quân bị mất người đứng đầu tài giỏi, quân Pháp tăng thêm binh lực rồi siết chặt vòng vây. Nghĩa quân Hương Khê cố gắng đánh trả những cuộc vây quét, nhưng thế lực của lực lượng ngày càng giảm sút.
Khoảng cuối năm này (1893), Phan Đình Phùng cho người đến vây nhà Trương Quang Ngọc ở làng Thanh Lang, thuộc huyện Tuyên Hóa, chém lấy đầu ông này để báo thù cho việc ông bắt vua Hàm Nghi giao cho quân Pháp 
Ngày 31 tháng 3 năm 1894, Bá hộ Thuân lại mang quân tập kích vào tỉnh lỵ Hà Tĩnh lần nữa, nhưng sau đó phải rút lui về cố thủ tại núi Quạt và núi Vụ Quang thuộc Hương Khê (nay thuộc huyện Vụ Quang).
Khoảng tháng 10 (âm lịch) năm Giáp Ngọ (1894), một đại thần thân Pháp là Hoàng Cao Khải bắt tay vào việc khuyến dụ Phan Đình Phùng và nghĩa quân của ông.
Năm 1895, thực dân Pháp điều võ quan thân Pháp là Nguyễn Thân đến phối hợp với công sứ Nghệ An là Duvillier đem ba ngàn quân đi đàn áp cuộc khởi nghĩa Hương Khê. Quân chủ lực của Phan Đình Phùng bị đối phương bít đường tiếp vận, nên vũ khí, lương thực, quân số thảy đều thiếu thốn, khó bù đấp. Mỗi lần đối phương tấn công, nghĩa quân chỉ có thể chạy quanh từ núi Quạt rồi trở về núi Vụ Quang, và không thể ở đâu lâu quá ba ngày.
Ngày 17 tháng 10 năm 1894, Phan Đình Phùng đã tập hợp lực lượng, đánh thắng một trận lớn, đối phương mất nhiều vũ khí và bị giết chết rất nhiều. Khởi đầu, ông cho quân lên tận nguồn sông chặt cây đóng kè chặn nước lại, đồng thời chuẩn bị sẵn nhiều khúc gỗ lớn. Khi quân Pháp và quân triều đến giữa dòng sông, thì ông cho phá kè trên nguồn, và tuôn cây xuống. Đối phương phần bị nước cuốn, phần bị cây lao vào người, lại bị nghĩa quân ở hai bên bờ xông ra đánh nên bị thương vong rất nhiều. Theo nhà sử học Phạm Văn Sơn thì sau trận này, phía Pháp ngoài số quân trang và đạn dược bị mất mát, còn có ba sĩ quan và trên trăm lính bị tiêu diệt .
Đây là trận thắng cuối cùng, vì gần ba ngàn quân do Nguyễn Thân cầm đầu ngày càng xiết chặt vòng vây.
Trong một trận giao tranh ác liệt, Phan Đình Phùng bị thương nặng, rồi hy sinh vào ngày 28 tháng 12 năm 1895. Mười hai ngày sau khi thủ lĩnh Phan Đình Phùng mất, Nguyễn Thân mới tới được căn cứ Vụ Quang. Sau đó, Nguyễn Thân cho quật mồ Phan Đình Phùng ở chân núi Quạt, đổ dầu đốt cho xương thịt ông cháy thành tro, rồi trộn vào thuốc súng bắn xuống sông La.
Sang đầu năm 1896, một số chỉ huy lần lượt mất vì ở lâu nơi rừng sâu nước độc, một số bị tử trận hoặc bị bắt rồi bị giết , một số khác thì rút qua Xiêm La hoặc ra hàng...Khởi nghĩa Hương Khê đến đây kết thúc.

## Nhận xét
Khởi nghĩa Hương Khê là đỉnh cao nhất của phong trào Cần vương cuối thế kỷ 19, kéo dài suốt 10 năm, có quy mô rộng lớn, có tổ chức tương đối chặt chẽ, lập được nhiều chiến công và gây cho quân Pháp tổn thất nặng nề. Cuộc khởi nghĩa đã huy động đến mức cao độ sự ủng hộ và tiềm năng to lớn của nhân dân (người Kinh và người Thượng, của cả đồng bằng và miền núi). Về quân sự, nghĩa quân đã chủ động sử dụng những phương thức tác chiến linh hoạt, sáng tạo, chế tác hàng loạt được súng trường mẫu Pháp để cường hóa trang bị.
Về lực lượng, quân số của 15 quân thứ cộng lại thậm chí còn đông hơn quân triều đình khi đối đầu với Pháp, nhưng cuối cùng vẫn thất bại. Khởi nghĩa Hương Khê thất bại do nhiều nguyên nhân, chủ yếu là do nghĩa quân chưa biết liên kết, tập hợp lực lượng, phát triển thành phong trào toàn quốc. Vì bị cô lập trong vùng rừng núi 4 tỉnh miền trung, hậu cần cạn kiệt khiến nghĩa quân hao mòn và mất tổ chức. Đó cũng chính là những hạn chế của thời đại, của bộ phận lãnh đạo phong trào Cần vương nói chung.Ngày 27-12-1895, cuộc khởi nghĩa được duy trì thêm một thời gian rồi tan rã.

## Sách tham khảo
- Trần Trọng Kim, Việt Nam sử lược. Nhà xuất bản Tân Việt, Sài Gòn, 1968.
- Phạm Văn Sơn, Việt sử tân biên (quyển 5, tập Trung). Tác giả tự xuất bản, Sài Gòn. 1963.
- Đinh Xuân Lâm-Nguyễn Văn Khánh-Nguyễn Đình Lễ, Đại cương lịch sử Việt Nam (tập 2). Nhà xuất bản Giáo dục, 2006.
- Hoàng Văn Lân-Ngô Thị Chính, Lịch sử Việt Nam [1858-cuối XIX], quyển 3, tập 1, phần 1. Nhà xuất bản Giáo dục, 1979.
- Nhiều tác giả (Phan Ngọc Liên chủ biên). Lịch sử 11 (nâng cao). Nhà xuất bản Giáo dục, 2007.
- Trịnh Vân Thanh, Thành ngữ điển tích danh nhân từ điển (quyển 2), Sài Gòn, 1966,.
- Nhóm Nhân văn Trẻ, Hỏi đáp lịch sử Việt Nam (tập 4). Nhà xuất bản Trẻ, 2007.